# Kendal
För andra betydelser, se Kendal (olika betydelser).
Kendal är en stad och civil parish i grevskapet Cumbria i nordvästra England. Staden är huvudort i kommunen  Westmorland and Furness och ligger vid floden Kent, cirka 31 kilometer norr om Lancaster och cirka 40 kilometer nordost om Barrow-in-Furness. Tätortsdelen (built-up area sub division) Kendal hade 28 586 invånare vid folkräkningen år 2011.
Staden är ett populärt turistmål, känt för sin Kendal mint cake och byggnader i lokal grå kalksten som givit stadens smeknamnet Auld Grey Town.

## Historia
Kendal nämndes i Domedagsboken (Domesday Book) år 1086, och kallades då Cherchebi. Den var under flera århundraden känd som Kirkbie Kendal, vilket betyder "landsbygd med kyrka i Kentdalen". Den hade också under en period namnet Kirkbie Strickland. Normanderna reste en fästning i motte-and-bailey-stil väster om dagens moderna centrum.
Likt andra handelsorter i området vid denna tid fick Kendal en huvudgata, High Street, med anslutande sidogator, yards, så befolkningen lätt kunde söka skydd när städer plundrades av de anglo-skotska Border Reivers. Huvudindustrin var ullprodukter, något som också visas på stadsvapnet med mottot Pannus mihi panis ("Ull är mitt bröd").
Det finns flera slottsruiner i staden, varav det senaste, Kendal Castle, byggdes mot slutet av 1100-talet.

## Geografi
Kendal ligger vid floden Kent i ett relativt platt landskap. Staden ligger strax utanför nationalparken Lake Districts område. Kendal ligger ute på landsbygden vilket gjort att den länge fungerat som handelscentrum för omgivningen.

## Kommunikationer
I staden finns en järnvägsstation på Windermere Branch Line, med förbindelser till Windermere i norr och Oxenholme samt Lancaster i söder. Kendal ligger omkring 12 kilometer från motorvägen M6. Huvudvägen A65 går strax utanför staden medan A6 går genom den.
Lancaster Canal förlängdes till Kendal 1819, men den nordligaste delen blev inte farbar då motorvägen M6 byggdes. Delar av den sektionen dränerades och fylldes igen för att förhindra läckage.